# Scincomorpha
Scincomorpha är en systematisk grupp i underordningen ödlor bland fjällbärande kräldjur. Dessa ödlor förekommer i tropiska och subtropiska regioner över hela världen. De vistas vanligen på marken i torra områden. Bara ett fåtal medlemmar kan klättra och vistas på träd eller buskar. Några arter har bara rudimentära extremiteter och liknar ormar i utseende. Alla arter har en tunga som är täckt av överlappande tunna fjäll.

## Systematik
Scincomorpha delas vanligen i följande överfamiljer och familjer:
- Scincoidea
  - Skinkar (Scincidae)
  - Gördelsvansar (Cordylidae)
  - Sköldödlor (Gerrhosauridae)
  - Nattödlor (Xantusiidae)
- Lacertoidea
  - Egentliga ödlor (Lacertidae)
  - Tejuödlor (Teiidae)
  - Gymnophthalmidae

En del zoologer räknar dessutom masködlor (Amphisbaenia) och blindödlor (Dibamidae) till Scincomorpha.
Efter nyare molekylärbiologiska undersökning anses den ovan nämnda systematiken som föråldrad. Egentliga ödlor (Lacertidae) betraktas numera som systergrupp till masködlor som förenas i ett taxon med namnet Lacertibaenia. Även tejuödlor och Gymnophthalmidae flyttades bort från Scincomorpha. Tillsammans med Lacertibaenia bildar de numera ett nytt taxon, Laterata. Kvar blir den tidigare överfamiljen Scincoidea som bytte namn till Scinciformata.
Släktskapet inom Scinciformata visas i följande kladogram:
- Scinciformata
  - Skinkar (Scincidae)
  - Cordylomorpha
    - Nattödlor (Xantusiidae)
    - Cordyloidea
      - Gördelsvansar (Cordylidae)
      - Sköldödlor (Gerrhosauridae)